# Little Games
Little Games — третий студийный альбом британской рок-группы The Yardbirds, выпущенный в июле 1967 года лейблом Epic Records.
Этот альбом была записан после ухода Джеффа Бека, когда группа превратилась из квинтета в квартет с Джимми Пейджем, играющем на соло-гитаре и Крисом Дрэя на бас-гитаре. Он стал последней студийной работой группы, не считая альбома Birdland, выпущенного в 2003 году в «возрождённом» составе.
В 1992 году вышло расширенное издание этого альбома под названием Little Games Sessions & More.

## История создания
После весьма успешных альбомов Having a Rave Up with The Yardbirds (1965) и Roger the Engineer (1966), один из основателей группы и бас-гитарист Пол Самвелл-Смит покинул группу, предпочтя ей карьеру музыкального продюсера. Освободившееся место бас-гитариста занял студийный гитарист Джимми Пейдж, к которому ранее Yardbirds обращались с предложением заменить ушедшего Эрика Клэптона, но получили отказ.
Позиция Пейджа в качестве басиста была временной, и вскоре он стал вторым ведущим  гитаристом вместе с Джеффом Беком, а бас-гитаристом стал Крис Дрэя, ранее игравший на ритм-гитаре. В 1966 году состав двойных соло-гитаристов Бека и Пейджа записал психоделические песни «Happenings Ten Years Ago», «Psycho Daisies» и «Stroll On», обновленный ремейк «Train Kept A-Rollin’», в фильме «Фотоувеличение» Микеланджело Антониони. Однако к концу 1966 года во время концертного турне по США Бек был уволен из группы, и Yardbirds продолжили работу в составе квартета с Пейджем в качестве единственного гитариста.
В период 1966 – 1967 годов в составе квартета Yardbirds много гастролировали по США, их звучание стало более экспериментальным, с длинными импровизированными декорациями, включая световые шоу, клипы из фильмов и аудиосэмплы. Исполняемый материал стал более разнообразным и представил такие песни, как "Dazed and Confused", гитарную композицию Джимми Пейджа "White Summer", "I'm Waiting for the Man" группы Velvet Underground и другие.
В начале 1967 года группа решила записать новый студийный альбом. Первые записи прошли в Olympic Studios в Лондоне 5 марта 1967 года. После этой сессии был выпущен сингл "Little Games" с песней "Puzzles". Хотя Крис Дрежа и барабанщик Джим Маккарти присутствовали при записи "Little Games", продюсер группы Микки Мост использовал студийных музыкантов Джона Пола Джонса (аранжировка для баса и виолончели) и Дуги Райта (ударные) для своих партий, чтобы сократить время в студии. Остальные песни, составившие новый альбом, были записаны во время трехдневной сессии в De Lane Lea Studios с 29 апреля по 1 мая 1967 года, при этом также были задействованы сессионные музыканты, в том числе Джонс (бас в песне «No Excess Baggage») и Иэн Стюарт (фортепиано в «Drinking Muddy Water»). График записи был настолько жёстким, что группа часто даже не слышала воспроизведения. Пейдж вспоминал: «Это была чертовская спешка. Всё было сделано за один дубль, потому что Микки Мост в основном интересовался синглами и не верил, что стоит тратить время на создание треков прямо для альбома». Летописец Yardbirds Грегг Руссо отмечает, что в результате «многие [песни] имеют демо-качество, которое нехватка времени не позволила им изменить».

## Об альбоме
| Оценки критиков                                  | Оценки критиков |
| Источник                                         | Оценка          |
| ------------------------------------------------ | --------------- |
| AllMusic – Little Games                          | [ 6 ]           |
| AllMusic – Little Games Sessions & More          | [ 7 ]           |
| The New Rolling Stone Album Guide – Little Games | [ 8 ]           |

Сингл "Little Games" был выпущен 24 марта 1967 года в США и 21 апреля в Великобритании. Он достиг 51-го места в США, но не попал в чарты Великобритании. В результате компания EMI решила не выпускать одноимённый альбом в Великобритании, и он был выпущен только в Канаде, Германии, Новой Зеландии и США.
Выпущенный лейблом Epic Records в США в июле 1967 года, Little Games показал относительно слабые результаты в чарте альбомов Billboard 200, достигнув 80-й позиции за два месяца.

## Список композиций

### Оригинальное издание 1967 года
| №  | Название                          | Автор(ы)                                         | Длительность |
| -- | --------------------------------- | ------------------------------------------------ | ------------ |
| 1. | «Little Games»                    | Harold Spiro, Phil Wainman                       | 2:25         |
| 2. | «Smile on Me»                     | Chris Dreja, Jim McCarty, Jimmy Page, Keith Relf | 3:16         |
| 3. | «White Summer»                    | Page                                             | 3:56         |
| 4. | «Tinker, Tailor, Soldier, Sailor» | Page, McCarty                                    | 2:49         |
| 5. | «Glimpses»                        | Dreja, McCarty, Page, Relf                       | 4:24         |

| №  | Название               | Автор(ы)                    | Длительность |
| -- | ---------------------- | --------------------------- | ------------ |
| 1. | «Drinking Muddy Water» | Dreja, McCarty, Page, Relf  | 2:53         |
| 2. | «No Excess Baggage»    | Roger Atkins, Carl D'Errico | 2:32         |
| 3. | «Stealing Stealing»    | Dreja, McCarty, Page, Relf  | 2:42         |
| 4. | «Only the Black Rose»  | Relf                        | 2:52         |
| 5. | «Little Soldier Boy»   | McCarty, Page, Relf         | 2:39         |

### Little Games Sessions & More (1992)
| №   | Название                                            | Автор(ы)                                         | Длительность |
| --- | --------------------------------------------------- | ------------------------------------------------ | ------------ |
| 1.  | «Little Games» (stereo mix)                         | Harold Spiro, Phil Wainman                       | 2:37         |
| 2.  | «Smile on Me»                                       | Chris Dreja, Jim McCarty, Jimmy Page, Keith Relf | 3:15         |
| 3.  | «White Summer» (1967 LP version)                    | Page                                             | 3:57         |
| 4.  | «Tinker, Tailor, Soldier, Sailor» (1967 LP version) | Page, McCarty                                    | 2:51         |
| 5.  | «Glimpses» (1967 LP version)                        | Dreja, McCarty, Page, Relf                       | 4:21         |
| 6.  | «Drinking Muddy Water» (stereo mix)                 | Dreja, McCarty, Page, Relf                       | 2:51         |
| 7.  | «No Excess Baggage»                                 | Roger Atkins, Carl D'Errico                      | 2:36         |
| 8.  | «Stealing Stealing»                                 | Dreja, McCarty, Page, Relf                       | 2:33         |
| 9.  | «Only the Black Rose»                               | Relf                                             | 2:48         |
| 10. | «Little Soldier Boy»                                | McCarty, Page, Relf                              | 2:41         |
| 11. | «Puzzles»                                           | Dreja, McCarty, Page, Relf                       | 2:08         |
| 12. | «I Remember the Night»                              | Anthony Pirollo                                  | 3:01         |
| 13. | «Ha Ha Said the Clown» (mono)                       | Tony Hazzard                                     | 2:26         |
| 14. | «Ten Little Indians» (single version, mono)         | Harry Nilsson                                    | 2:13         |
| 15. | «Goodnight Sweet Josephine» (single version, mono)  | Hazzard                                          | 2:43         |
| 16. | «Think About It» (mono)                             | Dreja, McCarty, Page, Relf                       | 3:46         |

| №   | Название                                                 | Автор(ы)                   | Длительность |
| --- | -------------------------------------------------------- | -------------------------- | ------------ |
| 1.  | «Little Games» (mono mix)                                | Spiro, Wainman             | 2:22         |
| 2.  | «You Stole My Love» (instrumental demo)                  | Graham Gouldman            | 2:55         |
| 3.  | «White Summer» (without accompaniment)                   | Page                       | 3:51         |
| 4.  | «Tinker, Tailor, Soldier, Sailor» (instrumental version) | Page, McCarty              | 2:51         |
| 5.  | «L.S.D.» (instrumental demo)                             | Dreja, McCarty, Page       | 1:00         |
| 6.  | «Drinking Muddy Water» (mono mix)                        | Dreja, McCarty, Page, Relf | 2:50         |
| 7.  | «De Lane Lea Lee» (instrumental demo)                    | Dreja, McCarty, Page       | 2:33         |
| 8.  | «Glimpses» (version w/different overdubs)                | Dreja, McCarty, Page, Relf | 4:18         |
| 9.  | «Never Mind» (instrumental demo)                         | Dreja, McCarty, Page       | 2:46         |
| 10. | «Ten Little Indians» (instrumental version)              | Nilsson                    | 2:15         |
| 11. | «Goodnight Sweet Josephine» (alternate version)          | Hazzard                    | 2:42         |
| 12. | «Henry's Coming Home» (by Together)                      | McCarty, Relf              | 2:57         |
| 13. | «Love Mum and Dad» (by Together)                         | McCarty, Relf              | 3:48         |
| 14. | «Together Now» (by Together)                             | McCarty, Relf              | 3:02         |
| 15. | «Shining Where the Sun Has Been» (by McCarty and Relf)   | McCarty, Relf              | 2:52         |
| 16. | «Great Shakes» (US radio advertisement)                  |                            | 1:01         |

## Участники записи
- Кит Релф — основной вокал, губная гармошка, перкуссия
- Джимми Пейдж — гитары
- Крис Дрэя — бас-гитара, бэк-вокал
- Джим Маккарти — ударные, перкуссия, бэк-вокал